# Matthaeus (program)
program Matthaeus (ang. Matthaeus programme) - program Mateusz jest programem Unii Europejskiej z zakresu polityki celnej, przygotowanym przez Komisję Europejską na zlecenie Parlamentu Europejskiego w 1990 r. w związku ze zmianą zadań urzędów celnych po zniesieniu 1 stycznia 1993 r. kontroli na granicach wewnętrznych Unii Europejskiej. Nazwę otrzymał na cześć biblijnego celnika i autora, pierwszej Ewangelii - św. Mateusza. Ten wspólnotowy program na rzecz wymiany i kształcenia funkcjonariuszy celnych, przeznaczonym dla administracji celnych państw członkowskich Wspólnoty obowiązywał do 1999 r., kiedy to zastąpiony został przez program Customs 2002. Matthaeus dopełniał program Eurocustoms i odwrotnie. 
Matthaeus wspierał:
- akcje wymiany doświadczeń,
- kształcenie administracji celnej,
- mobilność funkcjonariuszy celnych,
- współpracę i partnerstwo jednostek administracji celnej.

Tylko w 1992 r. ze wsparcia programu skorzystało ok. 5 tys. celników (ponad 4,5 tys. z kształcenia językowego oraz ok. 400 ze staży specjalistycznych). W ramach programu Matthaeus realizowany jest też program Matthaeus Tax, którego celem było szkolenie funkcjonariuszy celnych w zakresie podatków pośrednich i innych problemów fiskalnych (akcyza, VAT).